# Upernavik Kujalleq
Upernavik Kujalleq (o Upernavik Kujatdleq o Søndre Upernavik, sempre con il significato di "Upernavik meridionale") è un piccolo villaggio della Groenlandia di 198 abitanti (gennaio 2005). Si trova su un'isoletta circondata dalle acque della Baia di Baffin, a 72°09'N 55°33'O; appartiene al comune di Avannaata.
Si trova su un'isola dell'arcipelago di Upernavik. Venne fondato nel 1855 come stazione commerciale.